# جيرد روغه
جيرد روغه (بالألمانية: Gerd Ruge)‏ (و. 1928  م) هو مقدم تلفزيوني، وصحفي، وأستاذ جامعي، وكاتب ألماني، ولد في هامبورغ، هو عضوٌ في الأكاديمية الروسية للعلوم (منذ 2001).

## جوائز
حصل على جوائز منها:
- جائزة هانس يواقيم فريدريش [الإنجليزية]‏ (2001)
- ميدالية أوتو هان للسلام [الإنجليزية]‏ (1999)[8]
- جائزة ألكسندر مين  [لغات أخرى]‏ (1999)
- الجائزة التلفزيونية البافارية [الإنجليزية]‏ (1994)[9]
- جائزة ولاية شمال الراين-وستفاليا  [لغات أخرى]‏ (1993)
- نيشان استحقاق صليب الضباط لجمهورية ألمانيا الاتحادية (1992)
- وسام صليب القائد من رتبة استحقاق من جمهورية ألمانيا الاتحادية

## وصلات خارجية
- جيرد روغه على موقع IMDb (الإنجليزية)
- جيرد روغه على موقع مونزينجر (الألمانية)
- جيرد روغه على موقع قاعدة بيانات الفيلم (الإنجليزية)
- جيرد روغه في قاعدة بيانات الأفلام على الإنترنت